# 1907 na ciência

## Eventos
- Georges Urbain e Auer von Welsbach descobrem o elemento Lutécio.
- Arranca a Expedição Nimrod à Antártida, sob o comando de Ernest Shackleton.
- Leo Hendrik Baekeland inventa a baquelite, um dos primeiros plásticos com sucesso comercial.[1]

## Nascimentos
| Data            | Nome                           | Profissão                                                             | Nacionalidade                                          | Observações | Ref                                                                 |
| --------------- | ------------------------------ | --------------------------------------------------------------------- | ------------------------------------------------------ | --- | ------------------------------------------------------------------- |
| 6 de janeiro    | David Fleay                    | naturalista                                                           | Austrália                                              | m. 1993 |                                                                     |
| 23 de janeiro   | Hideki Yukawa                  | físico                                                                | Japão                                                  | m. 1981 Nobel da Física 1949 Medalha de Ouro Lomonossov 1963 | [ 2 ] [ 3 ]                                                         |
| 26 de janeiro   | Hans Selye                     | endocrinologista                                                      | Áustria-Hungria                                        | m. 1982 |                                                                     |
| 9 de fevereiro  | Harold Scott MacDonald Coxeter | matemático                                                            | Canadá                                                 | m. 2003 Medalha Sylvester 1997 | [ 4 ]                                                               |
| 28 de fevereiro | Mircea Eliade                  | professor, historiador das religiões, mitólogo, filósofo e romancista | Roménia / Estados Unidos                               | m. 1986 |                                                                     |
| 16 de março     | Alexander Solomon Wiener       | serólogo                                                              | Estados Unidos                                         | m. 2007 |                                                                     |
| 18 de abril     | Lars Valerian Ahlfors          | matemático                                                            | Império Russo (Grão-Ducado da Finlândia)               | m. 1996 Medalha Fields 1936 Prémio Wolf de Matemática 1981 | [ 5 ] [ 6 ]                                                         |
| 23 de abril     | Ilia Vekua                     | matemático                                                            | Império Russo (Geórgia)                                | m. 1977 Prémio Lenin 1963 |                                                                     |
| 31 de maio      | António Aniceto Monteiro       | matemático                                                            | Reino Unido de Portugal, Brasil e Algarves             | m. 1980 |                                                                     |
| 5 de junho      | Rudolf Peierls                 | físico                                                                | Império Alemão / Reino Unido da Grã-Bretanha e Irlanda | m. 1995 Medalha Copley 1986 Medalha Lorentz 1962 Medalha Max Planck 1963 Medalha Real 1959 Prémio Enrico Fermi 1980 | [ 7 ] [ 8 ] [ 9 ] [ 10 ] [ 11 ]                                     |
| 25 de junho     | J. Hans D. Jensen              | físico                                                                | Império Alemão                                         | m. 1973 Nobel da Física 1963 | [ 2 ]                                                               |
| 26 de junho     | Friedrich Asinger              | químico                                                               | Império Alemão                                         | m. 1999 |                                                                     |
| 30 de agosto    | John Mauchly                   | físico                                                                | Estados Unidos                                         | m. 1980 |                                                                     |
| 18 de setembro  | Edwin Mattison McMillan        | químico                                                               | Estados Unidos                                         | m. 1991 Nobel da Química 1951 | [ 12 ]                                                              |
| 21 de setembro  | Edward Crisp Bullard           | geofísico                                                             | Reino Unido da Grã-Bretanha e Irlanda                  | m. 1980 Medalha Hughes 1953 Medalha e Prémio Appleton 1957 Medalha de Ouro da RAS 1965 Medalha Wollaston 1967 Medalha Real 1975 Medalha William Bowie 1975 | [ 13 ] [ 14 ] [ 15 ] [ 16 ] [ 10 ] [ 17 ]                           |
| 2 de outubro    | Alexander Todd                 | químico                                                               | Reino Unido da Grã-Bretanha e Irlanda                  | m. 1997 Medalha e Prêmio Meldola 1936 Medalha Lavoisier (SCF) 1948 Medalha Davy 1949 Medalha Real 1955 Nobel de Química 1957 Tercentenary Lectures 1960 Medalha de Ouro Paul Karrer 1962 Medalha de Ouro Stanislao Cannizzaro 1962 Medalha Copley 1970 Medalha de Ouro Lomonossov 1978 | [ 18 ] [ 19 ] [ 20 ] [ 10 ] [ 12 ] [ 21 ] [ 22 ] [ 23 ] [ 7 ] [ 3 ] |
| 30 de outubro   | Harold Davenport               | matemático                                                            | Reino Unido da Grã-Bretanha e Irlanda                  | m. 1969 Medalha Sylvester 1967 | [ 4 ]                                                               |
| 5 de dezembro   | Berta Bobath                   | fisioterapeuta                                                        | Império Alemão                                         | m. 1991 |                                                                     |
| 5 de dezembro   | Giuseppe Occhialini            | físico                                                                | Itália                                                 | m. 1993 |                                                                     |

## Mortes
| Data           | Nome                     | Profissão                      | Nacionalidade                         | Observações | Ref                                       |
| -------------- | ------------------------ | ------------------------------ | ------------------------------------- | --- | ----------------------------------------- |
| 15 de maio     | Anne Lucy Bosworth Focke | matemática                     | Estados Unidos                        | n. 1868 |                                           |
| 14 de julho    | William Perkin           | químico                        | Reino Unido da Grã-Bretanha e Irlanda | n. 1838 Medalha Real 1879 Prémio Longstaff 1888 Medalha Davy 1889 Medalha Alberto da Royal Society of Arts 1890 Medalha Perkin 1906 Medalha August Wilhelm von Hofmann 1906 Medalha Lavoisier (SCF) 1906 | [ 10 ] [ 24 ] [ 20 ] [ 25 ] [ 26 ] [ 19 ] |
| 18 de agosto   | John Kerr                | físico                         | Reino Unido da Grã-Bretanha e Irlanda | n. 1824 Medalha Real 1898 | [ 10 ]                                    |
| 17 de dezembro | William Thomson          | físico-matemático e engenheiro | Reino Unido da Grã-Bretanha e Irlanda | n. 1824 Medalha Copley 1883 Medalha Matteucci 1876 Medalha Real 1856 Prémio Poncelet 1873 Medalha John Fritz 1905                                                                                        | [ 7 ] [ 27 ] [ 10 ] [ 28 ]                |

## Prémios

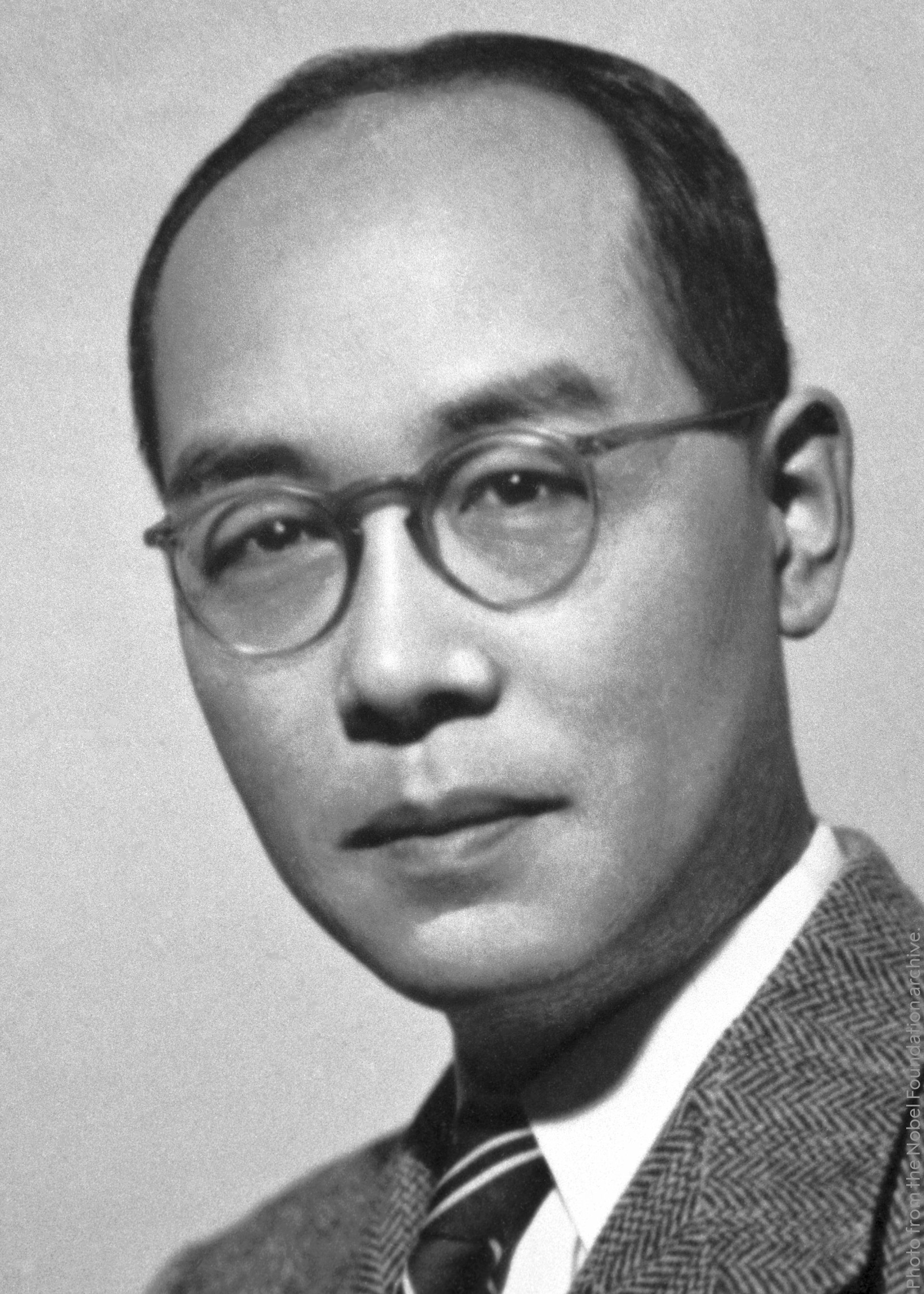
Hideki Yukawa
(1907 - 1981)

### Medalha Bigsby
- Arthur William Rogers[29]

### Medalha Copley
- Albert Abraham Michelson[7]

### Medalha Davy
- Edward Williams Morley[20]

### Medalha Guy
- ouro - Francis Ysidro Edgeworth[30]
- prata - N.A. Humphreys[30]

### Medalha Hughes
- Ernest Howard Griffiths[13]

### Medalha Lyell
- Joseph Frederik Whiteaves[31]

### Medalha Matteucci
- William Ramsay[27]

### Medalha Murchison
- Alfred Harker[32]

### Medalha de Ouro da Royal Astronomical Society
- Ernest William Brown[15]

### Medalha Real
- Ernest William Hobson[10] e Ramsay Heatley Traquair[10]

### Medalha Sylvester
- Wilhelm Wirtinger[4]

### Medalha Wollaston
- William Johnson Sollas[16]

### Prémio Nobel
- Física - Albert Abraham Michelson[2]
- Química - Eduard Buchner[12]
- Medicina - Charles Louis Alphonse Laveran[33]

### Prémio Rumford
- Edward Goodrich Acheson[34]